# سیارک ۱۳۳۸۷
سیارک ۱۳۳۸۷ (به انگلیسی: 13387 Irus، نامگذاری:1998YW6) سیزده هزار و سیصد و هشتاد و هفتمین سیارک کشف شده‌است که در ۲۲ دسامبر ۱۹۹۸ کشف شد.
قدر مطلق سیارک برابر ۵۸.۸ است.